# Colombier de Vassé
Le colombier de Vassé est un colombier situé à Rouessé-Vassé, dans la Sarthe (France).
Le colombier est un édifice en forme de tour ronde, la charpente est en forme de dôme couvert en ardoise avec un larmier et une corniche. La fenêtre d'envol donne face à un point d'eau et à la Vègre. Il dispose de 2000 nids pour pigeons.

## Historique
Le colombier de Vassé daterait de la fin du XVIe siècle. Il est symbole de la puissance des seigneurs et destiné à élever les pigeons, le colombier  caractérise les domaines seigneuriaux assez vastes pour éviter les nuisances aux cultures voisines.

## Restauration
En 1999 le colombier a menacé de s’effondrer, mais après plusieurs dons d'argent, le colombier subit une importante restauration en 2000.
Maintenant le colombier de Vassé est un des colombiers les plus importants de la Sarthe.